# Militaire vrije val

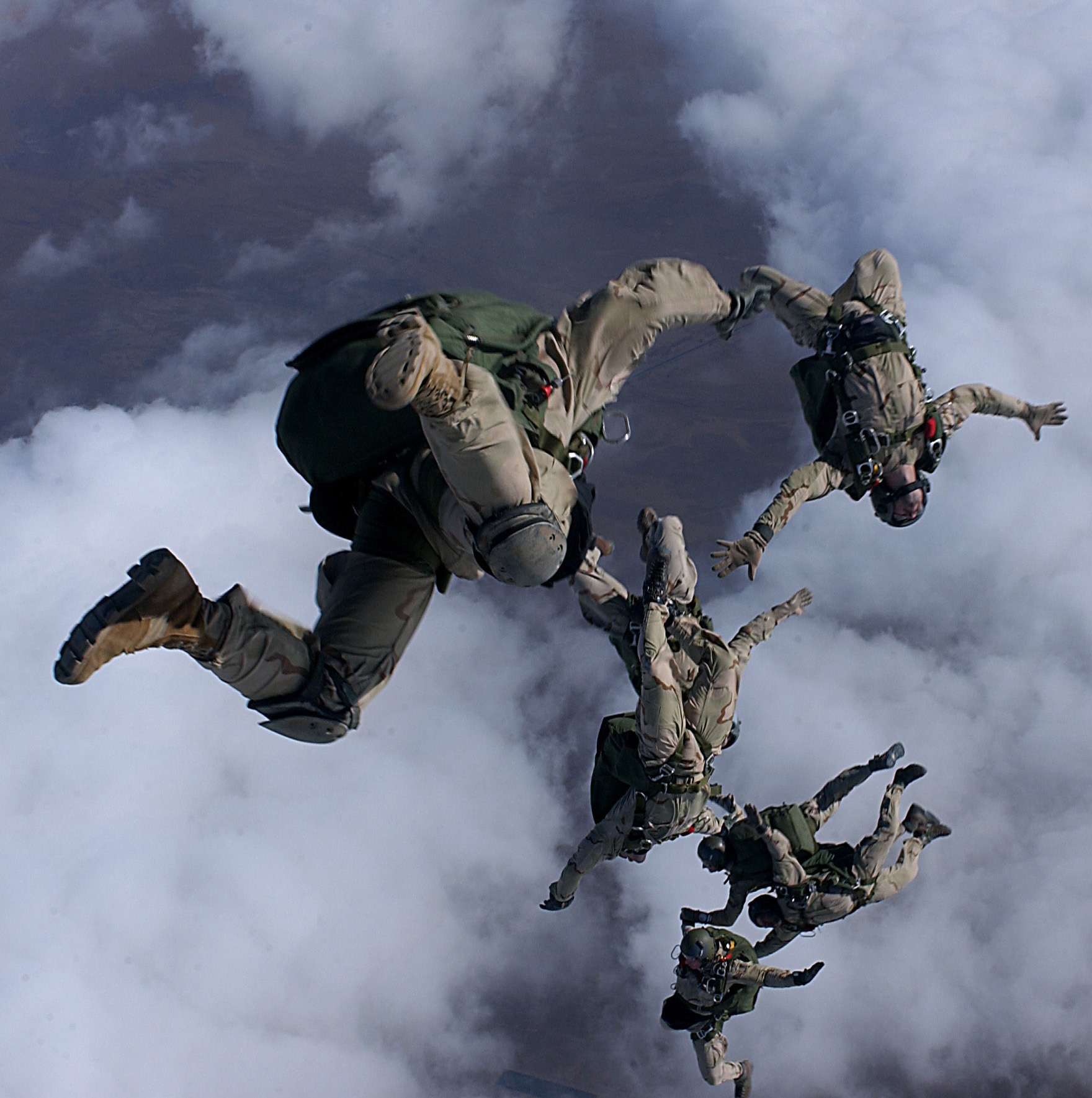
Halo sprong door militairen van de United States Air Force Pararescue

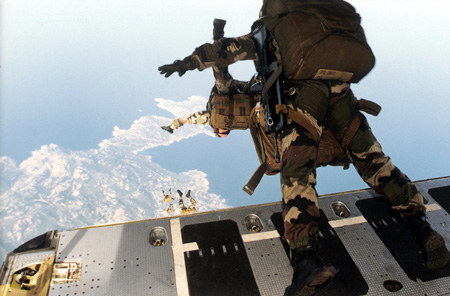
Halo sprong uit een Transall C-160 door legionaires van het Franse Vreemdelingenlegioen

Militaire vrije val (MVV) (Engels: military free fall) oftewel parachutespringen van grote hoogte is een methode om militairen, militaire uitrusting en andere militaire benodigdheden van een transportvliegtuig op grote hoogte af te leveren via parachute-insertie met vrije val.
Er worden twee technieken gebruikt: HALO (high altitude, low opening; grote hoogte, lage opening) en HAHO (high altitude, high opening; grote hoogte, hoge opening). HAHO/HALO wil niet meer zeggen dan “hoog uit het vliegtuig” en respectievelijk hoog of laag openen van het valscherm. “Hoog eruit” kan gaan tot 10 km (± 33 000 voet), de hoogte die met een zuurstofapparaat nog met aanvaardbaar risico te overbruggen is.

## HAHO
Bij een High Altitude High Opening (HAHO) sprong gaat de parachute ± 8 seconden na het verlaten van het vliegtuig open, waarna een glijvlucht aan de parachute volgt die tot ± 45 minuten kan duren. Door de draagkracht van de parachute en de luchtstroom (jetstream) kan, afhankelijk van de afspringhoogte en de omstandigheden, een afstand van ten minste 40 tot 60 kilometer overbrugd worden. Hierdoor kan men onopgemerkt binnendringen in vijandelijk gebied.

## HALO
Bij een High Altitude Low Opening (HALO) sprong maken militairen eerst een vrije val van ± 2 minuten, en wordt de parachute op het laatste moment geopend. Hierdoor kan gericht op een doel gesprongen worden.

## Eenheden (Nederland)
In Nederland zijn onderdelen van de volgende eenheden in staat om HAHO/HALO operaties uit te voeren:
- Korps Commandotroepen (KCT)
- Netherlands Maritime Special Operations Forces (NLMARSOF) van het Korps Mariniers
- Pathfinderpeloton 'Madju' van 11 Luchtmobiele Brigade